# Blink (レンダリングエンジン)
Blink（ブリンク）は、Googleなどが開発するHTMLレンダリングエンジン。2013年4月3日にWebKitから分岐し、開発が始まった。Google Chrome 28以降、Opera 15以降、Android 4.4 以降の標準ブラウザなどで採用されている。

## 開発の背景
当初、ChromiumはレンダリングエンジンとしてWebKitが用いられてきたが、他のWebKitを採用するウェブブラウザとは異なり、Chromiumはタブや拡張機能、アプリケーションごとに1つのプロセスとして動作するマルチプロセスの概念を持っており、これによるWebKitプロジェクトとのコミュニティの複雑化、ひいては全体的なイノベーションの速度が低下してきたという指摘がChromiumプロジェクト内で起きていた。
その状況を打破するために、WebKitから分岐してChromium向けに最適化したエンジンを開発していくことで、プロジェクトのイノベーションを促進して長期的なウェブのエコシステムを健全化していくとしている。
分離元のWebKit側は、V8の排除、JavaScriptCore以外の仕様の排除、描画ライブラリのSkiaの排除、GoogleのビルドシステムGYPの排除などが行われた。
分離したBlink側も、描画ライブラリはSkiaのみ、ビルドシステムはGYPのみとなり、これにより450万行のソースコードを削除する。

## 特徴
マルチプロセスを最も早く導入したブラウザで、アドオンごとにプロセスが開き高速に動作する。Chromium仕様書は「シングルプロセスにすることは不可能ではないが勧められない」とあり、Chromium導入ブラウザはすべてマルチプロセスを行っている。「アドオンを入れていくと、ブラウザはどんどん遅く」なるのは、開発者間でも問題視されているが、目下最も使われているレンダリングエンジンである。
2019年9月19日現在のhtml5testの点数は、535点でトップを維持している。PDF出力にはSkia/PDF m79 (PDF Version 1.4)が使用されている。